# Итальянские колонии и протектораты в Первой мировой войне
- Италия и её колонии, протектораты и концессии

Итальянские колонии и протектораты вступили в Первую мировую войну вместе с Италией на стороне Антанты против Центральных держав.
Колонии сыграли второстепенную роль в войне, поскольку они не имели границ с немецкими колониями. Однако, Первая мировая война оказала значительное влияние на них: в Триполитании, Киренаики и Феццане, Сенуситы начали своё наступление на Британский Египет при поддержке Центральных держав, Эритрея и Сомали пострадали от повстанцев, поддерживаемых в основном Эфиопией. Наконец, на Додеканесских островах война обострила межэтнические разногласия, настроив местное греческое население против итальянских оккупантов.

## Колонии в Северной Африке
Италия в годы войны фактически перестала контролировать ситуацию на большей части колоний в Северной Африке: власть Италии там очень быстро стала номинальной. Тем самым это давало возможность Ливии выйти на международную арену в качестве независимого государства.

### Триполитания
Итальянские войска захватили Гат на юго-западе провинции в августе 1914 года, что вызвало восстание и вынудило итальянцев покинуть Гат и Гадамес. Призыв к джихаду имел больший эффект в Сенусии, чем где-либо ещё, и Ахмад начал джихад в Феццане на юге Ливии. Итальянцы повторно захватили Гадамес в феврале 1916 года, но блокада Сенусии не имела большого военного эффекта, поскольку они были хорошо снабжены трофейным итальянским оружием; итальянские гарнизоны в Киренаике были отозваны, чтобы усилить запад. Османско-немецкие операции в Триполитании базировались в Мисурате, куда каждую пару недель приплывала подводная лодка для доставки оружия и боеприпасов, а в мае 1917 года была построена радиостанция. Османские войска установили около двадцати постов на побережье и к 1918 году насчитывали 20 000 регулярных войск, такое же количество обученных и ещё 40 000 необученных резервистов. В сентябре 1918 года, когда османские войска не позволили войти в Триполитанию, Сайед Ахмед сел на немецкую подводную лодку в Аль-Акайле и уплыл в изгнание в Турцию. В Триполитании местные войска под командованием аль-Штайви и османские регулярные солдаты под командованием Нури-бея и Сулеймана аль-Баруни сопротивлялись итальянцам до конца войны. Археологический анализ соляной ванны Каллайи, места небольшой стычки между ливийцами 14 ноября 1918 года, показывает, что у них были русские винтовки, захваченные немцами и австро-венграми на Восточном фронте и отправленные в Ливию через османов.

### Киренаика
29 апреля 1915 года полковник Антонио Миани, выступавший из Сиртики, потерпел поражение от сенуситов у Гаср Абу-Хади, потеряв 3000—4000 человек. Захваченная техника была огромной: 6,1 миллиона патронов к винтовкам и пулемётам, 37 артиллерийских орудий, 20 пулемётов, 9048 винтовок, 28 281 артиллерийский снаряд и 37 грузовиков. Сенуситы захватили больше итальянского оружия, чем османы и немцы. Вскоре итальянцы покинули Бу-Нджем, и в 1916 году сенусский контингент под командованием Рамадана аль-Штайви вторгся в Триполитанию. Сенуситы разгромили группу бедуинов во главе с Сайедом Сафи ад-Дином в Бени-Валиде, прежде чем Сайед Идрис отозвал силы и принял идею западного предела власти сенуситов. Идрис установил линию огня через Сиртику, чтобы предотвратить набеги аль-Штайви и его войск, которые были вооружены итальянцами и чьей целью было восстановить свои силы внутри страны.
В марте 1916 года Сайед Хилал, молодой родственник Сайеда Ахмеда, явился итальянцам в Тобруке, якобы в поисках пищи для голодающих народов Мармарики. Итальянцы вынудили его убедить людей Айбадата сдать 1000 винтовок в обмен на еду, и его добрые услуги были использованы для входа в порт аль-Бурди Сулейман, который не встретил сопротивления в мае, а затем в старый лагерь Сайеда Ахмеда в Масааде. Его действия опозорили Сайеда Идриса, и переговоры между англо-итальянской комиссией и Идрисом в Аль-Зувейтине были прерваны. Британцы начали наступление, и к началу 1917 года переговоры возобновились в Акраме, и в апреле было достигнуто соглашение. Вопросы разоружения населения и статуса исламского права были оставлены на будущее, но боевые действия в Киренаике подошли к концу.

## Колонии в Восточной Африке

### Эритрея
В начале Первой мировой войны немецкий агент Лео Фробениус под видом исследовательской экспедиции возглавлял секретную миссию в нейтральной Эфиопии для организации восстания в англо-египетском Судане. Однако итальянские власти в Эритрея запретили ему продвижение из Эритреи в Эфиопию, и Фробениусу пришлось вернуться в Европу.
Эритрея была вынуждена послать тысячи людей, чтобы попытаться остановить восстание, вспыхнувшее в Ливии. Эритрея специализировалась на производстве продуктов, необходимых итальянской армии: поташа, шкур крупного рогатого скота и мясных консервов. Вовлечение в производство привело к быстрому обеднению колонии, в частности, к истреблению её домашнего скота. Поэтому возникла необходимость импортировать сырье из-за границы, несмотря на общий контекст войны и частичную торговую блокаду, введенную англичанами в Красном море. Строгие ограничения, наложенные Лондоном на итальянские поставки, привели к открытому выражению разногласий между двумя союзниками, связанных с усилением британского присутствия на Аравийском полуострове. Итальянское правительство рассматривало французское присутствие в Джибути как серьёзную угрозу, из-за французской торговли оружием с Эфиопией. Кроме того, в мае 1918 года правительство Джибути запретило весь экспорт в Эритрею: что нанесло большой ущерб итальянской колонии, поскольку в годы войны она активно торговала с ней.

### Сомали
Саид Мохаммед Абдилле Хасан — лидер религиозного братства Салихия начал борьбу против британского и итальянского Сомали. Как только Хасану удалось остановить наступление англичан в страну, он заставил итальянцев подписать договор о признании его власти над частью северных территорий. Хрупкий мир был нарушен в 1911 году дервишами Хасана, которые атаковали Мигиуртину, но затем были вытеснены на север, на территорию британского Сомали.
Хасан пытался заключить союз с Лиджом Иясу. Однако свержение последнего в сентябре 1916 года снова изменило баланс сил, и все соглашения, таким образом, были аннулированы. Свержение Иясу положило конец любым надеждам на формирование общего антиколониального фронта, скреплённого общей исламской верой. Кроме того, вспыхнувшее в 1915 году в Хиджазе арабское восстание против Османской империи и неудавшаяся попытка Энвера-паши захватить Суэцкий канал нанесли смертельный удар панисламскому движению, руководимому Блистательной Портой.
После Первой мировой войны в 1925 году Транс-Джуба, которая тогда была частью Британской Восточной Африки, была передана Италии как награда Великобритании за помощь Италии в Первой мировой войне.

## Концессия

### Тяньцзинь
Некоторые солдаты итальянской национальности из Австро-Венгерских провинций — Трентино-Альто-Адидже и Венеция-Джулия, попавшие в плен на Восточном фронте, были освобождены после заключения Брестского мира и их направили в Тяньцзинь. После того как в России началась гражданская война, Италия как и другие западные державы предприняла интервенцию в Россию, начав координировать свои действия с западными союзниками. Летом 1918 года был сформирован Дальневосточный экспедиционный корпус, базировавшийся в итальянской колониальной концессии Тяньцзинь, из 900 солдат, так называемых «итальянских ирредентистов», принявший участие в интервенции.

## Острова

### Острова Эгейского моря

#### Проблема статуса и международное признание
Ещё во время итало-турецкой войны Италия оккупировала данные острова. Поскольку Додеканесские острова имели стратегическое важное значение, то итальянское правительство было заинтересовано вхождению архипелага в состав итальянских владений. Хотя и было сказано, что оккупация носит временный характер, а лозаннское мирное соглашение, предусматривало вывод итальянских войск с Додеканесских островов, итальянцы не спешили выводить войска с островов, да и Османская империя не настаивала на скором выводе итальянских войск, опасаясь, что иначе острова могут перейти к Греции, которая была более враждебной к ней.
Лондонский договор 1915 года, секретное соглашения с условиями, согласно которым Италия соглашалась вступать в Первую мировую войну на стороне Антанты, закрепляло Додеканесские островов под управлением Италии. Однако, позже Греция при поддержке Франции и Великобритании неоднократно предъявляла территориальные претензии на острова. На Парижской мирной конференции, в мае 1919 года, когда началось обсуждение вопросов, связанных с разделом Османской империи, также был поставлен вопрос о статусе Додеканесских островах, где Италия встретила серьёзное сопротивление со стороны Соединённых штатов Америки. Позиция президента США Вудро Вильсона оставалась непреклонной, он настаивал на передаче островов Греции, апеллируя к принципу права наций на самоопределение, поскольку на островах преобладало греческое население. Италия также предъявила претензии и на город Фиуме. Тогда Вильсон заявил, что «единственным преимуществом передачи итальянцам Фиуме» было бы «аннулирование Лондонскогоо договора, который передавал Додеканесы Италии». Максимум, что Италия могла приобрести из турецких территорий, по мнению Вильсона, была южная часть Анатолии, где были итальянские экономические интересы. Переговоры по проблеме Додеканесских островов продолжались вплоть до окончания работы конференции, но так и не привели к конкретным результатам. В конечном счёте, Лозаннский мирный договор 1923 года, заменивший Севрский мирный договор, окончательно закрепил переход островов под суверенитет Италии.

#### Сопротивление местного греческого населения
Объявление Италией войны Османской империи 20 августа 1915 года ратифицировало истечение срока действия Лозаннского мира и превратило архипелаг, в плацдарм для потенциальных нападений на османского врага. Итальянским оккупантам пришлось противостоять местному греческому населению, которым оказывала поддержку греческая православная церковь, поскольку Греция позиционировала себя как конкурент Италии в восточном Средиземноморье. Ориентация греческой общины уравновешивалась благоприятным настроем мусульман и евреев, которые, опасаясь панэллинских настроений, уже проявившихся в других регионах, сохраняли благожелательную позицию по отношению к итальянскому присутствию. Если в ходе мировой войны роль Додеканеса в целом была незначительной, то, тем не менее, в последующие годы он приобрел стратегическое значение, служа базой материально-технического обеспечения для итальянской экспедиции в Анатолию.